# Comedian vindt werk
Comedian vindt werk is een televisieprogramma uitgezonden op de Vlaamse zender Canvas. Vlaamse comedians krijgen de opdracht om een ander, "moeilijker" beroep uit te oefenen. Na drie werkdagen treden ze op voor hun gelegenheidscollega's, waarbij ze de ervaringen die ze opgedaan hebben, verwerken in hun voorstelling.

## Afleveringen
| Nr | Eerste uitzending | Comedian         | Uitgeoefend beroep           |
| -- | ----------------- | ---------------- | ---------------------------- |
| 1  | 8 januari 2013    | Bert Gabriëls    | Wegenwerker                  |
| 2  | 15 januari 2013   | Gili             | In een beschutte werkplaats  |
| 3  | 22 januari 2013   | Arbi el Ayachi   | Varkenskweker                |
| 4  | 5 februari 2013   | Nigel Williams   | Tomatenplukker               |
| 5  | 12 februari 2013  | Steven Mahieu    | Sociaal werker               |
| 6  | 19 februari 2013  | Xander De Rycke  | Bagagesorteerder op Zaventem |
| 7  | 26 februari 2013  | Wouter Deprez    | Bejaardenverzorger           |
| 8  | 5 maart 2013      | Lies Lefever     | In de vismijn                |
| 9  | 12 maart 2013     | Henk Rijckaert   | Industrieel schoonmaker      |
| 10 | 19 maart 2013     | Michael Van Peel | Baggeraar                    |